# سیوریجه، الازیغ
سیوریجه (به ترکی استانبولی: Sivrice) یک شهر و شهرستان در ترکیه است که در استان الازیغ واقع شده‌است. سیوریجه ۱٬۲۶۶ متر بالاتر از سطح دریا واقع شده‌است.
در کردی کرمانجی به سیوریجه، خوخ (Xox‎، Xûx) یا گُلِ هزاره می‌گویند.
نام خوخ در سال ۱۹۶۲ از سوی دولت ترکیه ممنوع شد. مساحت شهرستان سیوریجه ۶۳۴ کیلومتر مربع است و اقتصاد آن متمرکز بر کشاورزی، دامداری، ماهیگیری، شکار و ماهیگیری است. کارخانه کود، آجر و آب معدنی نیز در دسترس هستند.
پس از تأسیس جمهوری ترکیه، مهاجران مسلمان و ترکیه‌ای از بالکان و آسیا به تدریج به شرق ترکیه مهاجرت کردند. در دهه ۳۰ و ۴۰، ۱۴۲ خانواده از رومانی و یوگسلاوی در خوخ مستقر شدند. همچنین در سال ۱۹۹۲ آنها ۳ خانواده از افراد، یک نفر از روسیه و سه نفر از چچن (۱۹۹۹) به همراه آوردند. اختلافات زیادی بین ساکنان کرد محلی و مهاجران وجود دارد. مردم منطقه اکثراً کرد هستند. رشته کوه‌های هزاربابا (۲٬۳۴۷ متر) و مَستار (۲٫۱۴۰ متر) در این منطقه قرار دارند.